# مؤسسه سلطنتی

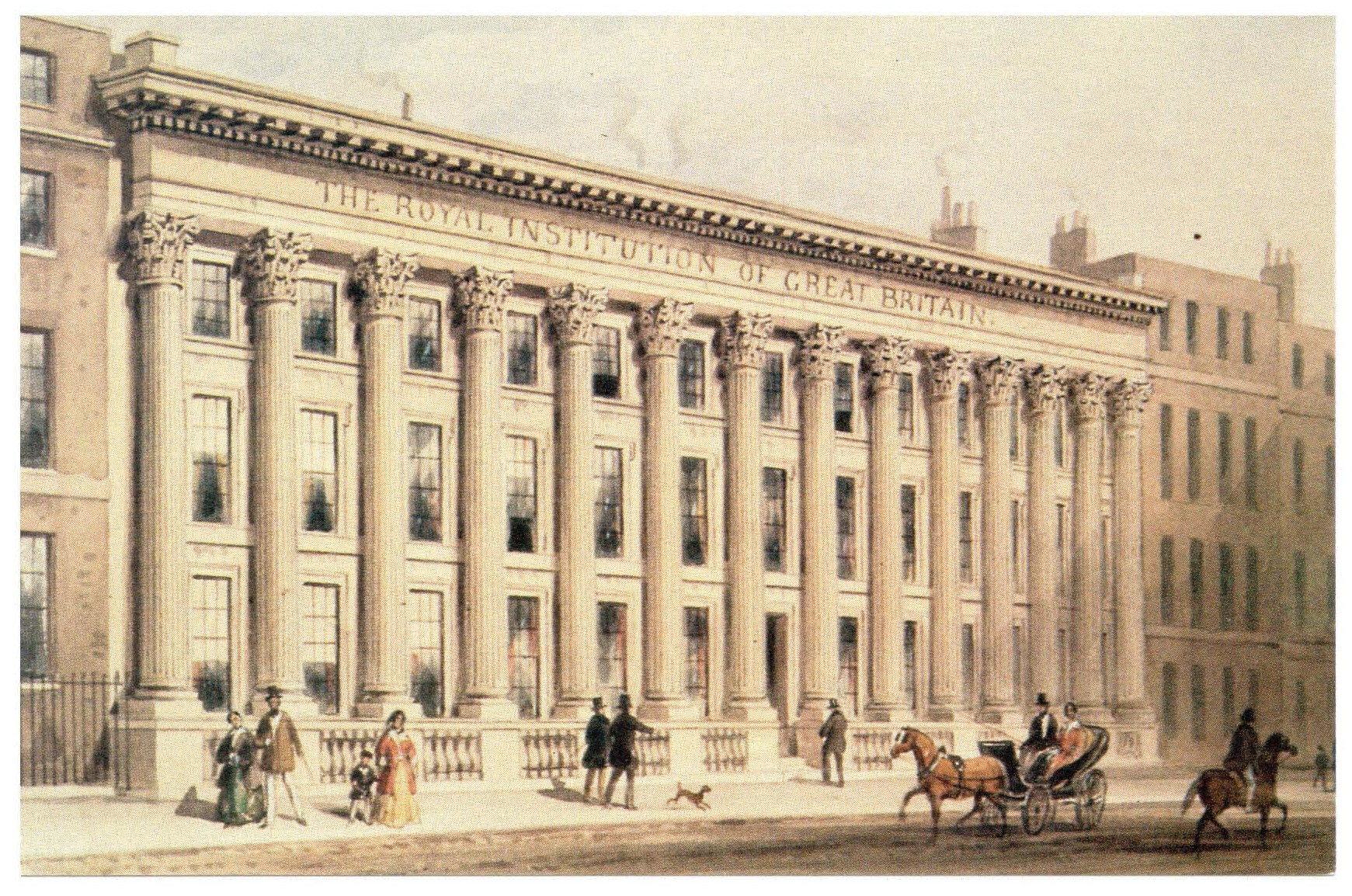
ساختمان مؤسسه سلطنتی در خیابان آلبرمارل لندن، حدود سال ۱۸۳۸ میلادی.

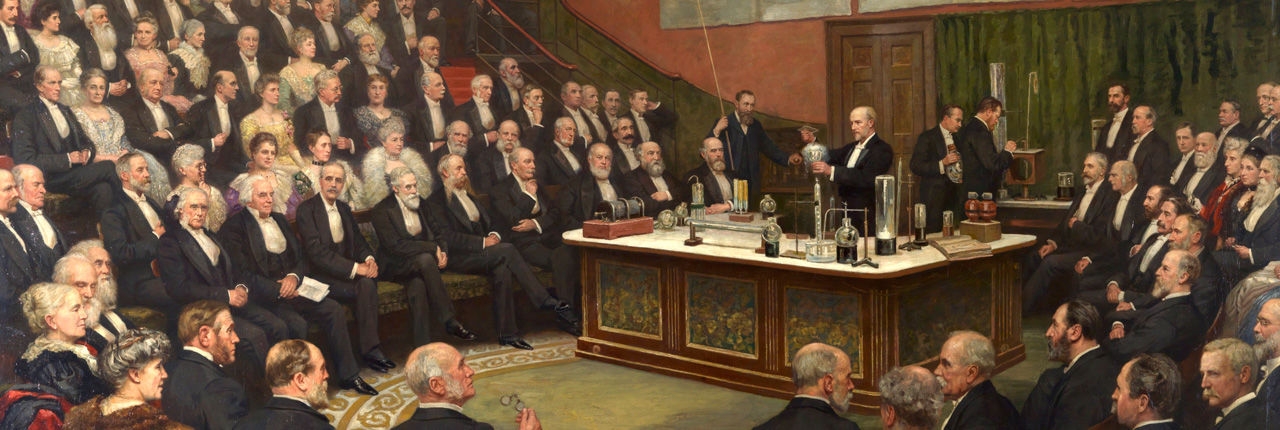
سر جیمز دوار، بحث در مورد هیدروژن مایع در عصر جمعه در مؤسسه سلطنتی؛ نقاشی از هنری جمین بروکس، ۱۹۰۴

مؤسسه سلطنتی بریتانیای کبیر (اغلب به مؤسسه سلطنتی (Ri) مخفف می‌شود)، سازمانی است که خود را وقف آموزش علمی و تحقیقات کرده و مکان آن در شهر لندن است. این مؤسسه در ۱۷۹۹، توسط برترین دانشمندان بریتانیایی آن زمان چون هنری کاوندیش تأسیس شد و اولین رئیس آن، جورج فینچ، نهمین کنت وینچلسی بود. اصول بنیادین آن نشر دانش و تسهیل معرفی اختراعات و پیشرفت‌ها، به علاوهٔ تسهیل کاربرد علم در مسائل رایج زندگی (از طریق تدریس درس‌های فلسفی و آزمایش‌ها) می‌باشد.
بسیاری از بودجه اولیه مؤسسه و پیشنهاد اولیه برای سرمایه‌گذاری در آن توسط «جامعه ارتقاء شرایط و رفاه فقراء» ارائه گشت و این پیشنهاد تحت هدایت انسان دوستی به نام سر توماس برنارد و یک دانشمند بریتانیایی زاده آمریکا به نام سر بنجامین تامپسون، کونت رامفورد صورت گرفت. مؤسسه سلطنتی، از زمان تأسیسش تا به حال در آدرس ۲۱ خیابان آلبمارل در میفیر قرار دارد. خیریه سلطنتی آن در سال ۱۸۰۰ پذیرفته شد.